# FETI-метод
FETI (Finite Element Tearing and Interconnecting) метод — один з алгоритмів реалізації методу скінченних елементів.
Нині відомі декілька алгоритмів реалізації методу скінченних елементів. Однак для стаціонарних задач одним з найефективніших є метод FETI (Finite Element Tearing and Interconnecting), який належить до методів Domain decomposition (DDM). Цей метод є методом розбиття на підобласті (суперелементи). Задана область розбивається на декілька менших (варто зауважити, що відомі модифікації методу як для конформних, так і для неконформних дискретизацій підобластей).